# Miseria e nobiltà (film 1914)
Miseria e nobiltà è un film italiano muto del 1914 diretto da Enrico Guazzoni.
Il film è andato perduto, di esso restano solo alcune fotografie di scena. Anche l'attribuzione della regia a Guazzoni non è del tutto certa.
Il film, tratto dalla commedia omonima di Eduardo Scarpetta del 1888, fu interpretato dallo stesso Scarpetta e da Gennaro Della Rossa e Rosa Gagliardi, nonché da una giovanissima Titina De Filippo.

## Trama
Nella Napoli di fine XIX secolo, il poveraccio don Felice Sciosciammocca ha finalmente la possibilità di guadagnarsi un po' di soldi per la famiglia. Infatti un noto nobiluomo della città: il marchesino Eugenio, si è appena innamorato di donna Gemma, giovane e bella figlia di don Gaetano, un cuoco che ha fatto anni prima un grande affare diventando immediatamente ricco sfondato. Tuttavia Eugenio è ostacolato dal padre, il marchese Ottavio, riguardo all'idea di sposarsi con Gemma e così il Marchesino si rivolge a don Felice affinché egli assieme alla famiglia si spaccino per la nobile famiglia di Eugenio. Don Felice accetta subito, tuttavia l'abito non fa il monaco e a casa di don Gaetano, invitati tutti per un gustoso pranzo, la famiglia Sciosciammocca darà dimostrazione della bassa casta a cui è legata.